# Колледждейл (Теннессі)
Колледждейл (англ. Collegedale) — місто (англ. city) в США, в окрузі Гамільтон штату Теннессі. Населення — 11 109 осіб (2020).

## Географія
Колледждейл розташований за координатами 35°2′59″ пн. ш. 85°3′0″ зх. д. / 35.04972° пн. ш. 85.05000° зх. д. (35.049778, -85.050073).  За даними Бюро перепису населення США в 2010 році місто мало площу 25,64 км², уся площа — суходіл. В 2017 році площа становила 31,96 км², уся площа — суходіл.

## Демографія
Згідно з переписом 2010 року, у місті мешкали 8282 особи в 2728 домогосподарствах у складі 1830 родин. Густота населення становила 323 особи/км².  Було 3051 помешкання (119/км²).
Расовий склад населення:
| - 82,0 % — білих - 7,3 % — чорних або афроамериканців - 4,1 % — азіатів - 0,4 % — корінних американців - 0,3 % — вихідців з тихоокеанських островів - 3,6 % — осіб інших рас |

До двох чи більше рас належало 2,3 %. Частка іспаномовних становила 12,4 % від усіх жителів.
За віковим діапазоном населення розподілялося таким чином: 15,8 % — особи молодші 18 років, 68,3 % — особи у віці 18—64 років, 15,9 % — особи у віці 65 років та старші. Медіана віку мешканця становила 30,4 року. На 100 осіб жіночої статі у місті припадало 83,3 чоловіків;  на 100 жінок у віці від 18 років та старших — 80,9 чоловіків також старших 18 років.
Середній дохід на одне домашнє господарство  становив 73 925 доларів США (медіана — 51 587), а середній дохід на одну сім'ю — 87 564 долари (медіана — 72 946). Медіана доходів становила 49 107 доларів для чоловіків та 36 591 долар для жінок. За межею бідності перебувало 7,6 % осіб, у тому числі 6,3 % дітей у віці до 18 років та 7,6 % осіб у віці 65 років та старших.
Цивільне працевлаштоване населення становило 4933 особи. Основні галузі зайнятості: освіта, охорона здоров'я та соціальна допомога — 34,6 %, виробництво — 14,3 %, роздрібна торгівля — 12,7 %.